# Um Amor para Recordar
A Walk to Remember (br/pt: Um Amor para Recordar) é um filme americano de drama e romance, que foi lançado em 2002 e baseado no livro homônimo (1999) de Nicholas Sparks. O filme foi dirigido por Adam Shankman e produzido por Denise DiNovi e Hunt Lowry, para a Warner Bros. Pictures. É protagonizado por Shane West e Mandy Moore.

## Enredo
Landon é um jovem sem metas e irresponsável, que foi punido por ter feito uma brincadeira de mau gosto a um rapaz que quase fica paraplégico. Como punição, o diretor da escola faz com que ele (Landon) participe da produção de uma peça que está sendo montada; durante os ensaios, Landon aproxima-se de Jamie Sullivan, filha do pastor da pequena cidadezinha onde moram, uma garota "certinha" que tem uma lista de desejos a realizar-se e que o ajuda a ensaiar para a peça com apenas uma condição: que ele não pode apaixonar-se por ela. Porém, eles se apaixonam, mas Jamie guarda um segredo: ela tem leucemia há dois anos. 
Landon não compreende porque isso foi acontecer, pois eles se amam e tudo parecia estar perfeito. O estado de saúde de Jamie agrava-se, ela é internada e está à beira da morte. Landon planeja realizar um antigo sonho de Jamie, que é o de ver um cometa que estará passando; ele, então, junta esforços para construir um telescópio para juntos verem a passagem do cometa.
Jamie sai do hospital neste mesmo dia, e à noite, eles conseguem ver o tão esperado cometa passar. Como ela já lhe havia contado que seu maior sonho era casar de vestido branco na mesma igreja que a sua mãe e seu pai  casaram-se, Landon aproveita o momento e pede Jamie em casamento. Eles vivem felizes o verão inteiro, até o dia do falecimento de Jamie. 
Landon, já sem a sua amada, vai para outra cidade fazer faculdade, e depois de alguns anos, volta a sua antiga cidade para entregar ao pai de Jamie o diário da falecida esposa do pastor, que estava com ele após a morte de Jamie. 
A principal mensagem do filme é a de que, mesmo Jamie tendo  partido tão precocemente deste mundo, ela presenciou um pequeno milagre: a transformação de Landon, que era um adolescente irresponsável, sem rumo e mal-educado, em um rapaz brilhante e querido.

## Elenco
- Shane West – Landon Carter
- Mandy Moore – Jamie Sullivan
- Peter Coyote – Reverendo Sullivan
- Daryl Hannah – Cynthia Carter
- Lauren German – Belinda
- Clayne Crawford – Dean
- Paz de la Huerta – Tracie
- Al Thompson – Eric
- Matt Lutz – Clay Gephardt
- Erik Smith – Eddie Zimmerhoff
- Jonathan Parks Jordan – Walker
- David Lee Smith – Dr. Carter

## Prêmios e indicações
| Ano  | Premio             | Categoria                       | Indicado                 | Resultado  | Ref.  |
| ---- | ------------------ | ------------------------------- | ------------------------ | ---------- | ----- |
| 2002 | MTV Movie Awards   | Atriz Revelação                 | Mandy Moore              | Venceu     |       |
| 2002 | Teen Choice Awards | Atriz Revelação - Cinema        | Mandy Moore              | Venceu     | [ 6 ] |
| 2002 | Teen Choice Awards | Atriz de Drama/Ação em um Filme | Mandy Moore              | Indicada   | [ 6 ] |
| 2002 | Teen Choice Awards | Química em um Filme             | Mandy Moore e Shane West | Vencedores | [ 6 ] |

## Trilha sonora
A trilha sonora é composta por músicas de várias bandas, como Switchfoot, e músicas cantadas pela própria Mandy Moore.
1. "Dare You To Move" - Switchfoot
2. "Cry" - Mandy Moore
3. "Someday We'll Know" - Mandy Moore, Jon Foreman
4. "Dancing in The Moonlight" - 2001 Remix Toploader
5. "Learning To Breathe" - Switchfoot
6. "Only Hope" - Mandy Moore
7. "It's Gonna Be Love" - Mandy Moore
8. "You" - Switchfoot
9. "If You Believe" - Rachael Lampa
10. "No One" - Cold
11. "So What Does It All Mean?" - West, Gould & Fitzgerald
12. "Mother, We Just Can't Get Enough" - New Radicals
13. "Cannonball" - The Breeders
14. "Friday On My Mind" - Noogie
15. "Empty Spaces" - Fuel
16. "Only Hope" - Switchfoot